# Jeanne-Marie Guerguin
Jeanne-Marie Guerguin, también conocida como "Sor María de Santa Natalia" (Belle Isle en Terre, Bretaña;4 de mayo de 1864 - Taiyuan, China; 9 de julio de 1900) fue una religiosa y mártir de la congregación "Franciscanas Misioneras de María".
Fue decapitada en el transcurso del Levantamiento de los bóxers, beatificada en noviembre de 1946 por Pío XII y canonizada el 1 de octubre de 2000 en Roma por el papa Juan Pablo II.

## Biografía
Nació en el seno de una familia de granjeros bretones y quedó huérfana siendo niña, lo que la llevó a tomar las riendas de su familia. 
Entró en 1887 al noviciado de Saint-Brieuc de la congregación de las Franciscanas Misioneras de María. Es primeramente destinada a París para ocuparse de lencería y tareas domésticas, luego a Cartago, actualmente Túnez, pero debe viajar a Italia para recibir tratamiento médico. En 1898 el monseñor Francesco Fogolla (1839-1900), vicario apostólico coadjunto de Shanxi, viaja por Europa para recolectar fondos y reclutar personas para su misión. Se encuentra con Sor Marie de la Passion de Chappotin, al frente de las Franciscanas Misioneras de María, y le requiere la ayuda para encontrar religiosas para sus escuelas y orfanatos en China. 
Un pequeño grupo de sacerdotes y religiosos, entre ellos Marie de Sainte-Nathalie, son convencidos de embarcarse en la travesía. Arribada a Taiyuan, se enferma de tifus, enfermedad que azota a toda la pequeña comunidad. Recuperada, se ocupa de dar catecismo, ayudar en el orfanato y cuidar a los pobres, bajo las órdenes de Marie-Hermine de Jésus.
Durante el levantamiento de los bóxers (1899-1900), es detenida junto con sus hermanas religiosas por orden del gobernador de la provincia, Tso-Tsung-Tang y condenada a muerte.
Fue decapitada junto al mismo tiempo que sus hermanas religiosas. Todas ellas fueron canonizadas en conjunto en 2000 y tienen sus fiestas el 9 de julio.